# Кошалінський повіт
Кошалінський повіт (пол. powiat koszaliński) — один з 18 земських повітів Західнопоморського воєводства Польщі.
Утворений 1 січня 1999 року в результаті адміністративної реформи.

## Загальні дані
Повіт знаходиться у північно-східній частині воєводства.
Адміністративний центр — місто Кошалін (має статус міста на правах повіту, до складу повіту не входить).
Станом на 1.01.2008 населення становить 64 366 осіб, площа 1668,42 км².
На терени повіту були депортовані 7006 українців з українських етнічних територій у 1947 році (т. з. акція «Вісла»).

## Демографія
Демографічні дані повіту станом на 30.06.2005:
|       | Всього | Всього | Жінки  | Жінки | Чоловіки | Чоловіки |
| ----- | ------ | ------ | ------ | ----- | -------- | -------- |
|       | осіб   | %      | осіб   | %     | осіб     | %        |
| Повіт | 63 766 | 100    | 32 084 | 50,3  | 31 682   | 49,7     |
| Міста | 13 996 | 100    | 7165   | 51,2  | 6831     | 48,8     |
| Села  | 49 770 | 100    | 24 919 | 50,1  | 24 851   | 49,9     |